# Luís Roseira
Luís Roseira (Covas do Douro, 23 de fevereiro de 1924 — Porto, 5 de agosto de 2015), também conhecido por Luíz Roseira ou Luís da Silva Lopes Roseira foi um médico, político português e defensor da região do Douro. 

## Carreira

### Percurso político
Militante ativo, foi uma das 61 personalidades que assinaram o Programa para a Democratização da República, um documento orientador da acção da oposição ao regime totalitário do Estado Novo, publicado com a data de 31 de janeiro de 1961. Foi membro fundador do Partido Socialista em 1973. Foi um dos 250 deputados da Assembleia Constituinte, eleito por sufrágio universal directo em eleições realizadas a 25 de Abril de 1975, com o objectivo específico de elaborar uma nova constituição para a República Portuguesa após a queda do Estado Novo em resultado da Revolução de 25 de Abril de 1974. Representou o Partido Socialista para o círculo eleitoral de Vila Real em 1975.

### Defesa do Douro
Foi um defensor incansável do património único da região do Douro, e autor da obra Uma Vida Pelo Douro em 1992. Entre as suas batalhas a favor da agricultura duriense esteve a possibilidade de se produzir, engarrafar, e exportar directamente da região do Alto Douro e a resolução do grave problema da Casa do Douro. Fundou uma das maiores marcas de Vinho do Porto, a Quinta do Infantado e foi produtor-engarrafador.
Luís Roseira foi parente da atual política portuguesa Maria de Belém Roseira (1949), do economista Augusto Duarte Rozeira de Mariz (1946), também membro fundador do Partido Socialista, do professor Arnaldo Rozeira (1912-1984), diretor da Faculdade de Ciências da Universidade do Porto e diretor do Jardim Botânico do Porto, e de Francisco Lopes Roseira (1825-1905), fundador em 1859 do Colégio de Lamego. Luís Roseira teve quatro filhos: João Luís da Silva Araújo Roseira (1955), Pedro António da Silva Araújo Roseira (1956), José Alexandre da Silva Araújo Roseira (1957-2015) e Catarina Luís Gali Roseira (1977). Era casado com Paula  Silva Roseira, natural do Porto .